# Савинское (Тутаевский район)
Савинское — село в Тутаевском районе Ярославской области России. 
В рамках организации местного самоуправления входит в Левобережное сельское поселение, в рамках административно-территориального устройства — в Помогаловский сельский округ.

## География
Расположено на левом берегу реки Волги, в 12 километрах к северо-западу (по прямой) от центра города Тутаева.

## История
Каменный храм в селе с шатровой колокольней построен в 1779 году на пожертвования прихожан и Михаила Космина Ушакова. Реконструирован в 1904 году на средства Ксении Ивановой. Престолов было четыре: во имя Архистратига Михаила и прочих Небесных Сил бесплотных; во имя Успения Пресвятой Богородицы; во имя Покрова Пресвятой Богородицы; во имя святителя Николая, архиепископа Мир Ликийских, чудотворца; во имя праведника Прокопия, Христа ради юродивого, Устюжского чудотворца. 
В конце XIX — начале XX века село являлось центром Савинской волости Романово-Борисоглебского уезда Ярославской губернии.
С 1929 года село входило в состав Помогаловского сельсовета Тутаевского района, с 2005 года — в составе Левобережного сельского поселения.

## Население
| 1859 | 2002 | 2007 | 2010 |
| ---- | ---- | ---- | ---- |
| 234  | ↗278 | ↗290 | ↘263 |

Согласно результатам переписи 2002 года, в национальной структуре населения русские составляли 98 % от всех жителей.

## Достопримечательности
В селе находится церковь Архангела Михаила (1779 год).